# 弗朗奇斯克·巴拉
弗朗奇斯克·巴拉（羅馬尼亞語：Francisc Balla，1932年10月22日—2023年10月15日），匈牙利语名鲍洛·费伦茨（匈牙利語：Balló Ferenc），罗马尼亚男子摔跤运动员。他曾代表罗马尼亚参加世界摔跤锦标赛，获得二枚银牌。他也曾参加1964年和1968年夏季奥林匹克运动会。